# Mycetophila lamellata
Mycetophila lamellata är en tvåvingeart som beskrevs av Lundstrom 1911. Mycetophila lamellata ingår i släktet Mycetophila och familjen svampmyggor. Inga underarter finns listade i Catalogue of Life.